# Julien Cain

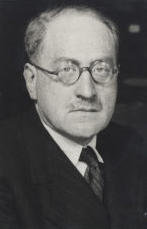
Julien Cain um 1930

Maurice Julien Cain (geboren am 10. Mai 1887 in Montmorency; gestorben am 9. Oktober 1974 in Paris) war ein französischer Bibliothekar und Funktionär. Mit Ausnahme der Jahre von 1940 bis 1944 war er von 1930 bis 1964 Generaldirektor der Französischen Nationalbibliothek (Bibliothèque nationale de France, BnF).

## Leben
Julien Cain studierte Geschichte an der Sorbonne und unterrichtete 1911 ein Jahr als wissenschaftlicher Mitarbeiter in Toulon. Das folgende Studium der Kunstgeschichte an der École du Louvre musste er wegen des Ersten Weltkriegs unterbrechen. Cain wurde zweimal verwundet und mit dem Croix de guerre ausgezeichnet. Von 1916 bis 1918 redigierte er Dokumente und Pressemitteilungen der Kriegs- und Außenministerien. Nach der Beendigung seines Studiums kehrte er 1920 an den Quai d’Orsay zurück. Bis 1927 arbeitete er für den Vorgänger der späteren Kulturdirektion. Anschließend leitete er das Büro des Präsidenten der Nationalversammlung Fernand Bouisson.
Am 1. Mai 1930 wurde Cain zum Administrateur général der Nationalbibliothek ernannt. Kriegsbedingt unterstützte er April 1940 den Informationsminister Jean Giraudoux als Generalsekretär. Im Juni 1940 versuchte Cain mit der Regierung nach Nordafrika zu fliehen. Als Jude wurde er im Juli 1940 an der Nationalbibliothek von der Vichy-Regierung durch den Historiker Bernard Faÿ ersetzt. Nach Cains Festnahme am 12. Februar 1941 wurde er in La Santé inhaftiert und über Romainville und Royallieu im Januar 1944 in das Konzentrationslager Buchenwald deportiert.
Nach seiner Befreiung am 11. April 1945 kehrte Cain nach Paris zurück und übernahm mit Wirkung vom 1. Oktober wieder sein Amt an der Spitze der Nationalbibliothek. Bis zu seiner Pensionierung am 15. September 1964 baute er als Direktor der französischen Bibliotheken ein Netzwerk auf und konnte sich auch 1958 gegen den Kulturminister André Malraux durchsetzen.

## Familie
Cain war mit Lucienne J. Cain (geb. Ernestine Marie Lucienne Mayer, 1892–1974) verheiratet. Der Briefwechsel des Ehepaars der Jahre 1941–1945 wurde 2020 veröffentlicht.

## Ehrungen
In der 1996 eröffneten Bibliothèque nationale François Mitterrand wurde die nordöstliche der beiden Alleen «Allée Julien Cain» benannt. Der Künstler Marc Chagall entwarf 1968 die Farblithographie «Hommage à Julien Cain».

## Auszeichnungen (Auswahl)
- Grand-croix de la Légion d’honneur
- Grand-croix de l’Ordre national du Mérite
- Croix de guerre 1914–1918
- Commandeur des Palmes Académiques
- Commandeur des Arts et des Lettres.

## Schriften (Auswahl)
- La Bibliothèque Nationale pendant des années 1952 à 1955. BnF, Paris 1958.
- Les Transformations de la Bibliothèque nationale de 1936 à 1959. BnF, Paris 1959.
- Le livre français. 1972 – année internationale du livre. Paris 1972.
- Correspondance. De la Bibliothèque nationale au camp de Buchenwald, 1941–1945. Harmattan, Paris 2020. ISBN 978-2-34319-839-2.